# Cambridge (Nowa Zelandia)
Cambridge (maor. Kemureti) – miasto w Nowej Zelandii, w regionie Waikato. Znajduje się 24 kilometry na południowy wschód od Hamilton, na brzegu rzeki Waikato. Według danych szacunkowych na rok 2008 liczy 15 192 mieszkańców.
Na pobliskim jeziorze Karapiro dwa razy odbyły się mistrzostwa świata w wioślarstwie: w roku 1978 oraz w 2010.

## Zabytki
- Kościół św. Andrzeja (anglikański)

## Szkoły
- Maungatautari Primary School
- Cambridge Primary School
- Goodwood School
- Hora Hora Primary school
- Leamington Primary School
- Cambridge High School